# (1324) Knysna
(1324) Knysna es un asteroide perteneciente al cinturón de asteroides descubierto el 15 de junio de 1934 por Cyril V. Jackson desde el observatorio Union de Johannesburgo, República Sudaficana.

## Designación y nombre
Knysna se designó inicialmente como 1934 LL.
Más adelante se nombró por Knysna, una localidad de la República Sudafricana.

## Características orbitales
Knysna orbita a una distancia media de 2,185 ua del Sol, pudiendo alejarse hasta 2,542 ua y acercarse hasta 1,828 ua. Tiene una inclinación orbital de 4,52° y una excentricidad de 0,1634. Emplea en completar una órbita alrededor del Sol 1180 días.